# Gnadochaeta morinioides
Gnadochaeta morinioides är en tvåvingeart som först beskrevs av Townsend 1919.  Gnadochaeta morinioides ingår i släktet Gnadochaeta och familjen parasitflugor.
Artens utbredningsområde är Colorado. Inga underarter finns listade i Catalogue of Life.